# Noord Nederlandse Ranking Snooker
Noord Nederlandse Ranking Snooker (NNRS) is een organisatie die snookertoernooien organiseert in Noord-Nederland.
Elk jaar worden er twaalf open toernooien georganiseerd. op basis waarvan een ranglijst ontstaat. De top twaalf doet mee aan de A-masters, de acht daaronder aan de B-masters.
Tussen 2005 en 2010 werden alle toernooien op twee niveaus gespeeld: voor een A- en een B-ranking. A-spelers mogen niet met B-toernooien meedoen om minder goede spelers een kans te geven en de drempel voor deelname laag te houden. Deelname kostte €10 inleg voor A-toernooien en €5 voor B-toernooien.
Het inleggeld voor huidige toernooien ligt op €7,50. Daarvan wordt één helft op het toernooi uitbetaald. De andere helft gaat in de prijzenpot voor de masters, waarvan deelname gratis is.

## Voorgaande winnaars
| Jaar | A-masters         | B-masters             |
| ---- | ----------------- | --------------------- |
| 2011 | Iddo van Luik     | Jochem Sievers        |
| 2010 | Dennis Krottje    | Ivo Huisjes           |
| 2009 | Iddo van Luik     | Pieter van der Schoot |
| 2008 | Joeke Kloosterman | Jan Lucas Pieterson   |
| 2007 | Rob Zwerver       | Hans de Jonge         |
| 2006 | Eddy de Boer      | Jetse de Jong         |
| 2005 | Ronald Rennen     | Iddo van Luik         |
| 2004 | Erik Boonstra     | Erik Boonstra         |
| 2003 | Ronald Rennen     | Ronald Rennen         |
| 2002 | Gerrit Zuidema    | Gerrit Zuidema        |